# Henry Black
Pour les articles homonymes, voir Black.
Henry Black (18 décembre 1798, Québec, Bas-Canada - 16 août 1873, Cacouna, Québec, Canada), est un avocat, juge et homme politique anglo-québécois. Il est le premier bâtonnier de l'histoire du Barreau du Québec.

## Jeunesse et formation
Fils de James Black et de Margaret Black, née Moreton, Henry Black est baptisé le 10 janvier 1799 au sein de l'église presbytérienne. Il étudia à Québec dans une école de confession presbytérienne dirigée par Daniel Wilkie, situé à ce qui était autrefois le 3 rue des Jardins. Il poursuit son parcours en étudiant le droit, toujours à Québec, et obtient sa licence en droit en mars 1820. Black était réputé être un très grand connaisseur du droit maritime.

## Carrière professionnelle
Black devint éventuellement partenaire avec Andrew Stuart, un autre avocat de la ville de Québec, et ils pratiquèrent ensemble leur profession pendant « de nombreuses années ». Il acquiert entre-temps la seigneurie de Deschambault en 1831. 

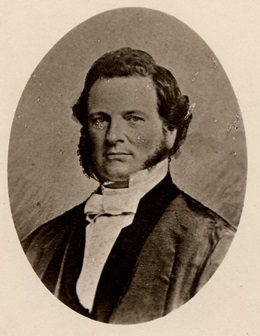
Henry Black, 1845

Le 21 septembre 1836, il est fait juge de la Cour de vice-amirauté du Bas-Canada en remplacement du juge James Kerr. Le 27 octobre 1838, cette décision sera officiellement ratifiée et entérinée à la suite d'une commission tenue par la Haute Cour d'amirauté de l'Angleterre. La lettre patente, dont la destinatrice est la reine Victoria, lui donne les pleins pouvoirs pour prendre connaissance, et légiférer en sa qualité de juge, de l'ensemble des causes civiles et maritimes ayant cours dans la province, notamment les plaintes officielles, offenses, crimes, et de réglements de litiges entre marchands, propriétaires et citoyens, toujours en lien avec le droit maritime. Cette lettre reconnaît aussi officiellement à Black le titre honorifique d'Esquire. Black deviendra par la suite président de la Cour de vice-amirauté du Bas-Canada, et le restera jusqu'à sa mort. 
En 1849, Henry Black est devenu le premier bâtonnier de l'histoire du droit au Québec, à la suite de l'incorporation des différents barreaux du Bas-Canada: Montréal, Québec et Trois-Rivières. Lors de la même année, on lui connaît une lettre envoyée à Louis-Hippolyte La Fontaine, alors le premier ministre du Canada-Est, dans laquelle il refuse un poste qu'on lui a offert en ce qui a trait à une réforme du système judiciaire. 
En 1860, Black a suggéré à la Haute Cour d'amirauté de l'Angleterre d'étendre les frontières de sa juridiction jusqu'aux Grands Lacs, ce qui lui a été refusé. 

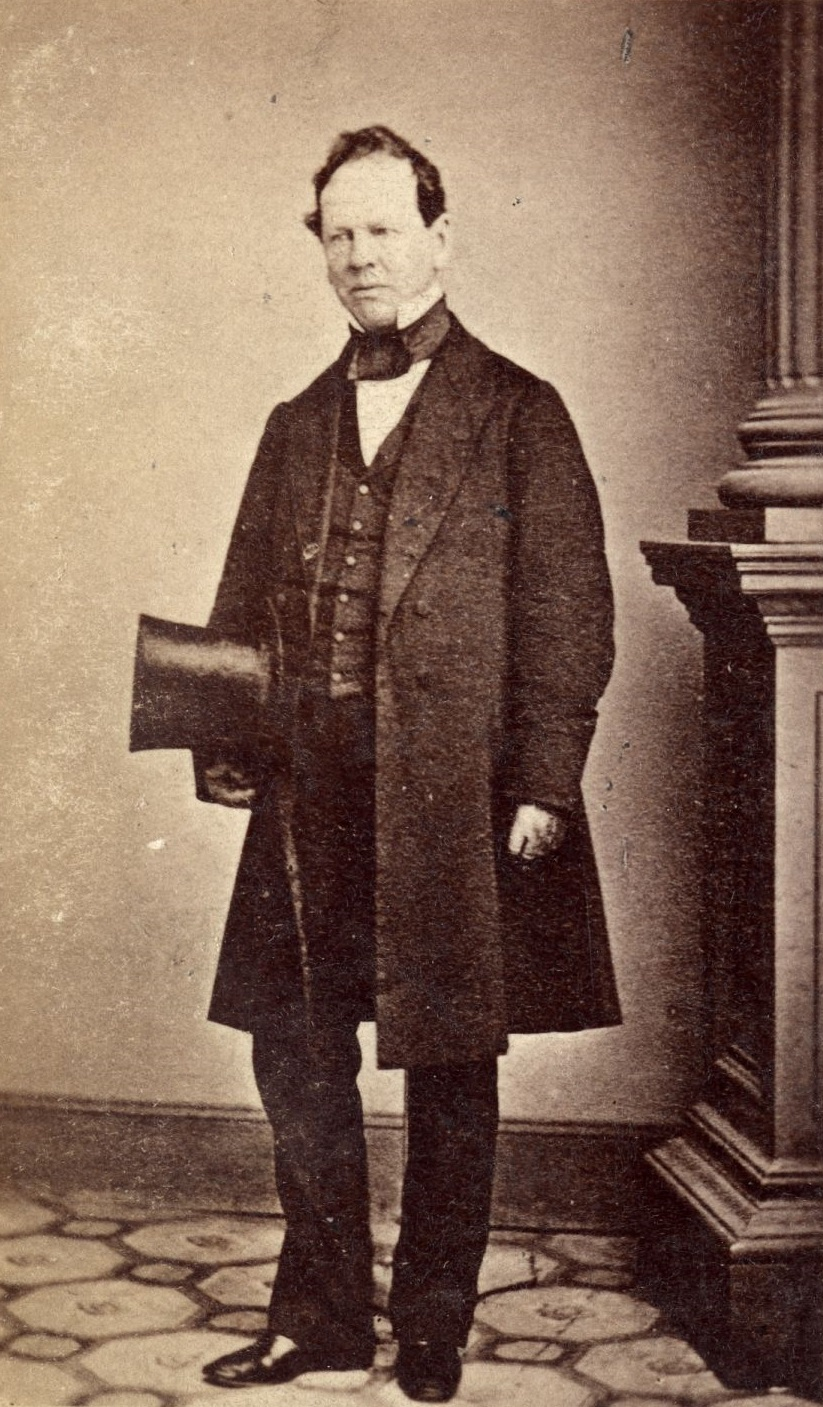
Henry Black, 1865

En avril 1873, Black embauche les services de George Okill Stuart, dont il était l'oncle par alliance, à titre d'adjoint. Okill Stuart, issue de la même famille qu'Andrew Stuart, l'ancien associé de Black, et lui aussi expert en droit maritime, succéda éventuellement à Black à la Cour de vice-amirauté le 27 octobre 1873 à la suite de son décès et fut officiellement assermenté à son poste le 2 janvier 1874.

## Carrière politique
Du 18 avril 1840 au 10 février 1841, suivant les rébellions de 1837-1838 au Canada et de la suspension des pouvoirs du Parlement du Bas-Canada le 27 mars 1838, Black siège au sein du Troisième Conseil spécial du Bas-Canada lors des Cinquième et Sixième sessions de ce même Conseil spécial. Il est notamment présent aux côtés de Peter McGill, Charles Dewey Day, Barthélemy Joliette et Charles-Eusèbe Casgrain. Ces rencontres culmineront vers l'adoption de l'Acte d'Union de 1840 et la création officielle de la province du Canada le 10 février 1841.
Le 8 avril 1841, lors de la première élection du Canada-Uni, Black est élu député de la Cité de Québec à la nouvellement fondée Assemblée législative de la province du Canada, faisant de lui l'une des rares figures au Canada à avoir exercé le rôle de député et de juge simultanément. Il vota en faveur de l'ensemble des propositions amenées par les Tories. Il ne se représenta pas aux élections de 1844.

## Décès
Henry Black est décédé le 16 août 1873 à l'âge de 74 ans à la suite de complications dues à un érysipèle. Il s'était rendu à Cacouna pour participer à un traditionnel bain de mer, les nantis anglophones de la région de Québec y ayant bâti plusieurs résidences luxurieuses aux abords du fleuve Saint-Laurent. Les obsèques eurent lieu dans la cathédrale anglicane de la Sainte-Trinité le 19 août 1873, à Québec. Il est inhumé au cimetière Mount Hermon, dans le mausolée dédié à sa famille,.

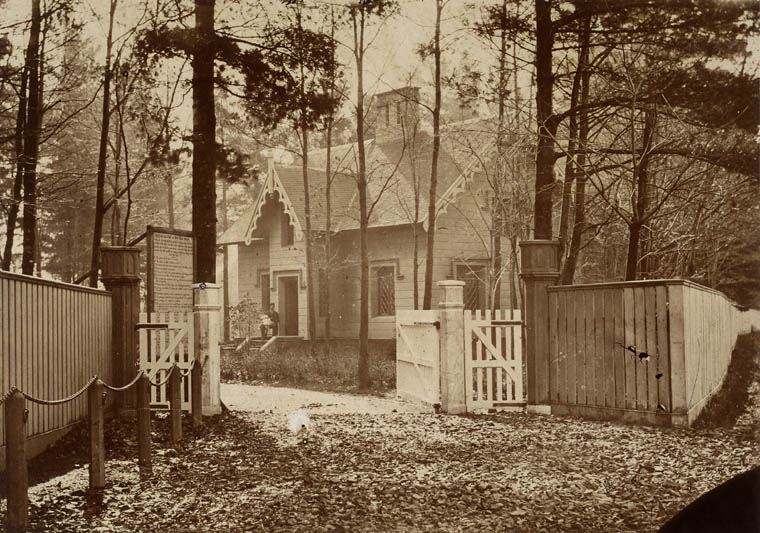
Cimetière Mount Hermon au XIXe siècle

## Hommages et distinctions

### Titre honorifique
- Conseiller de la reine (1836)[5]
- Esquire (1838)[5]
- Conseiller de la reine (1838)[5]

### Titre de civilité
- Monsieur le bâtonnier[6]

## Distinctions
- 1836 : conseiller du roi (King's Council - KC)
- 1838 : conseiller de la reine (Queen's Council - QC)
- 1838 : Esquire (Esq.)
- 1862 : compagnon de l'ordre du Bain (CB)
- Doctorat honorifique en droit de la Harvard University de Cambridge, au Massachusetts

## Galerie de lettres
Requête de Henry Black de Québec, adressée à la commission responsable de l'administration des biens des Jésuites, afin de se faire concéder deux lots de terre sur la rive nord-est de la rivière Jacques-Cartier, entre les terres d'Andrew Stuart et John Neilson et la ligne seigneuriale de Saint-Gabriel 6 mai 1819).
- p. 1.
- p. 2.
- p. 3.

Fragment d'acte de déclaration par Henry Black, écuyer et avocat, comme procurateur d'Andrew Stuart (André), écuyer, en faveur d'Alexander Buchanan, probablement relatif à la possession de terres dans la seigneurie Saint-Gabriel 20 septembre 1824).

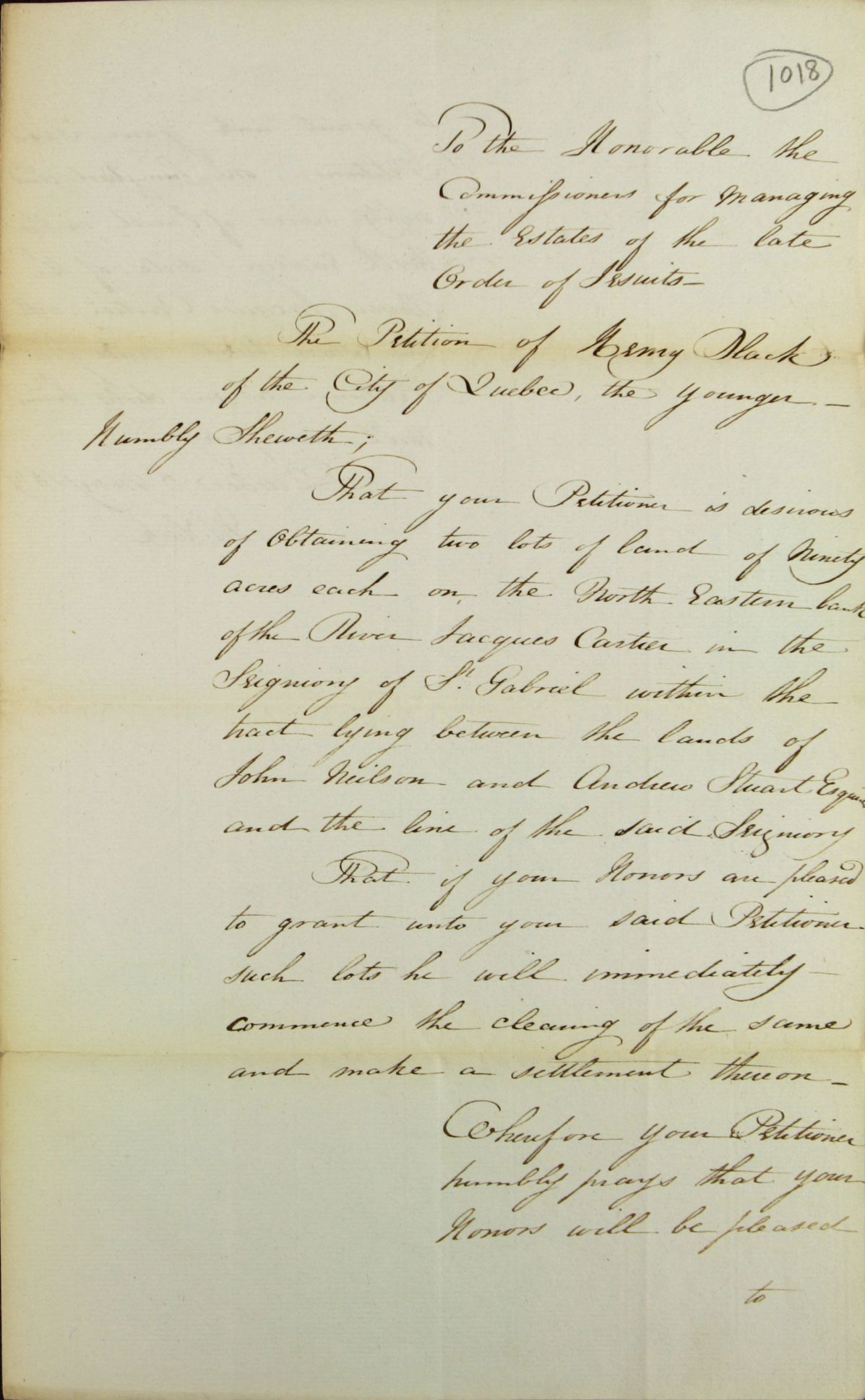
p. 1.
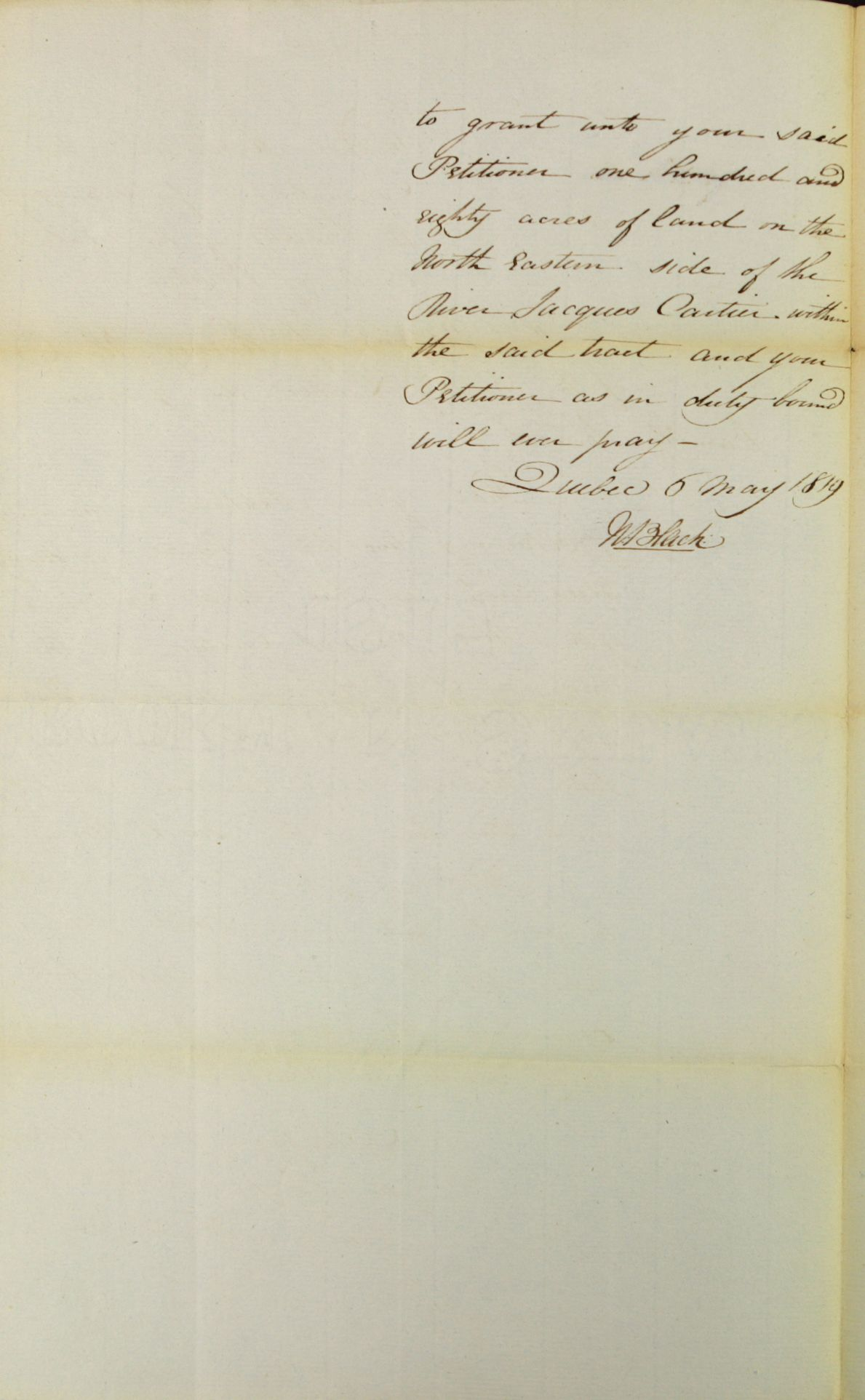
p. 2.
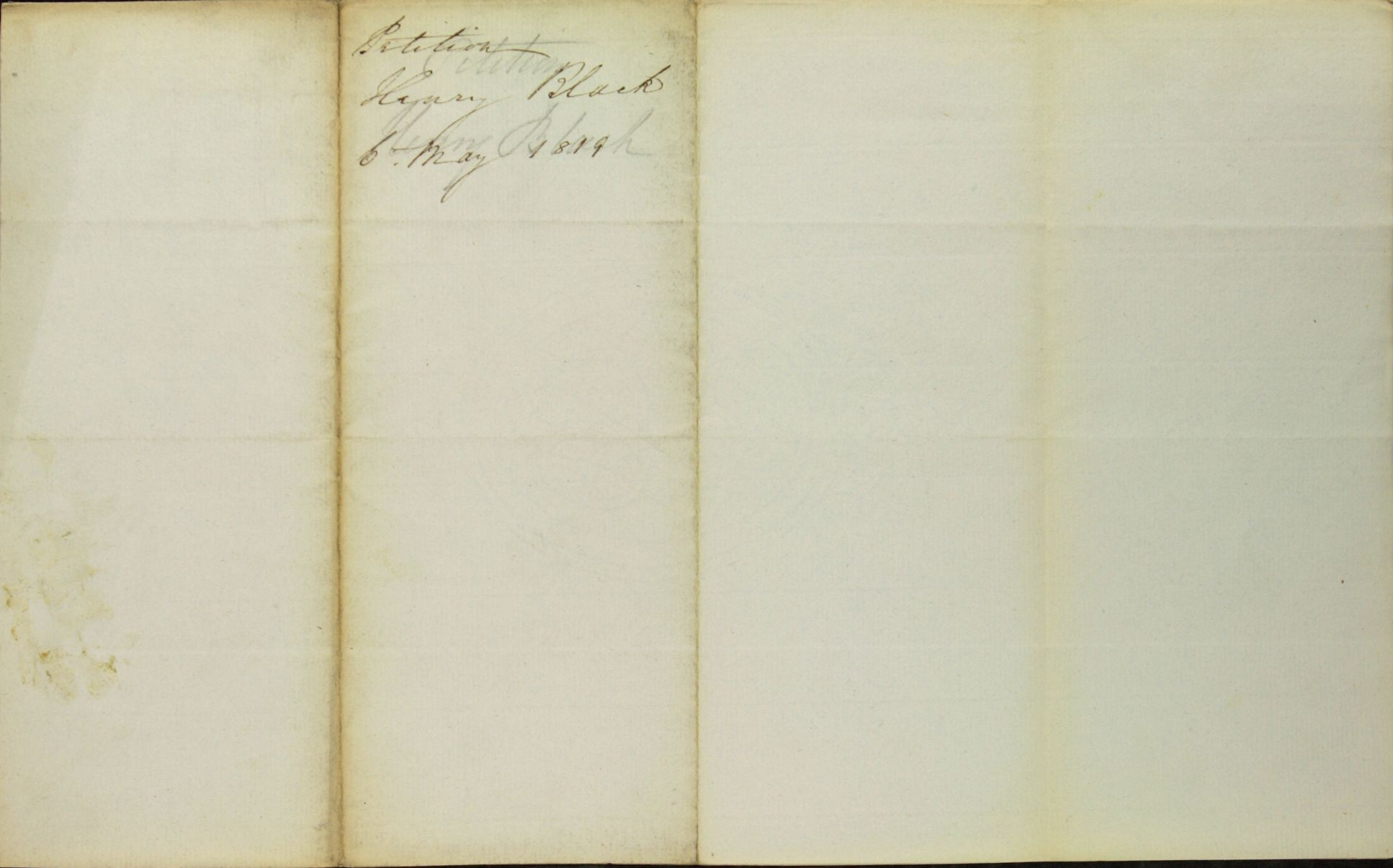
p. 3.
- p. 4.

Lettre de Henry Black à Robert Christie, écuyer, afin d'obtenir ses titres de propriété et ceux de McKay (Maquay), James Black et John Black pour des terres situées dans la sixième concession de la seigneurie Saint-Gabriel 31 octobre 1826).

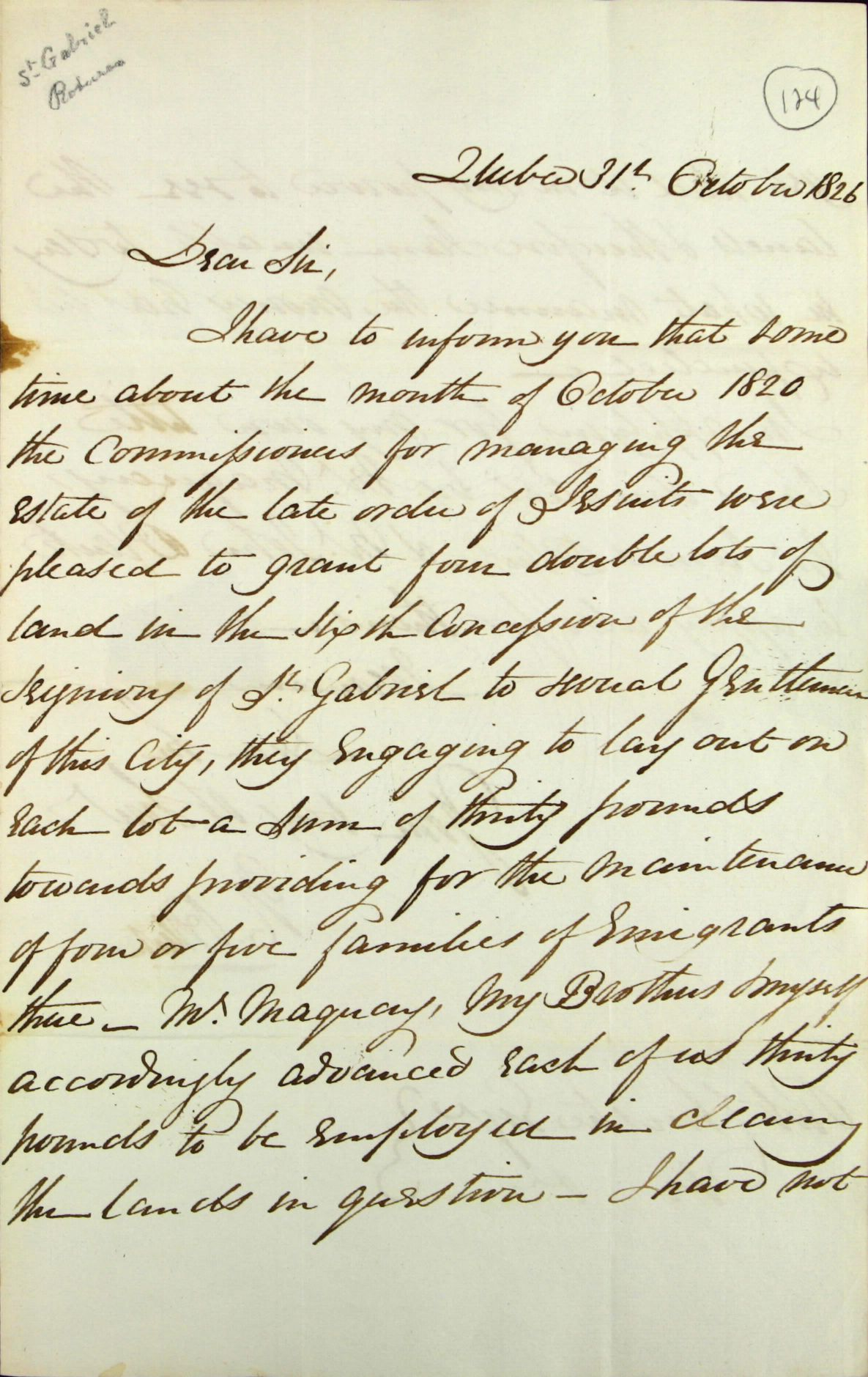
p. 1.
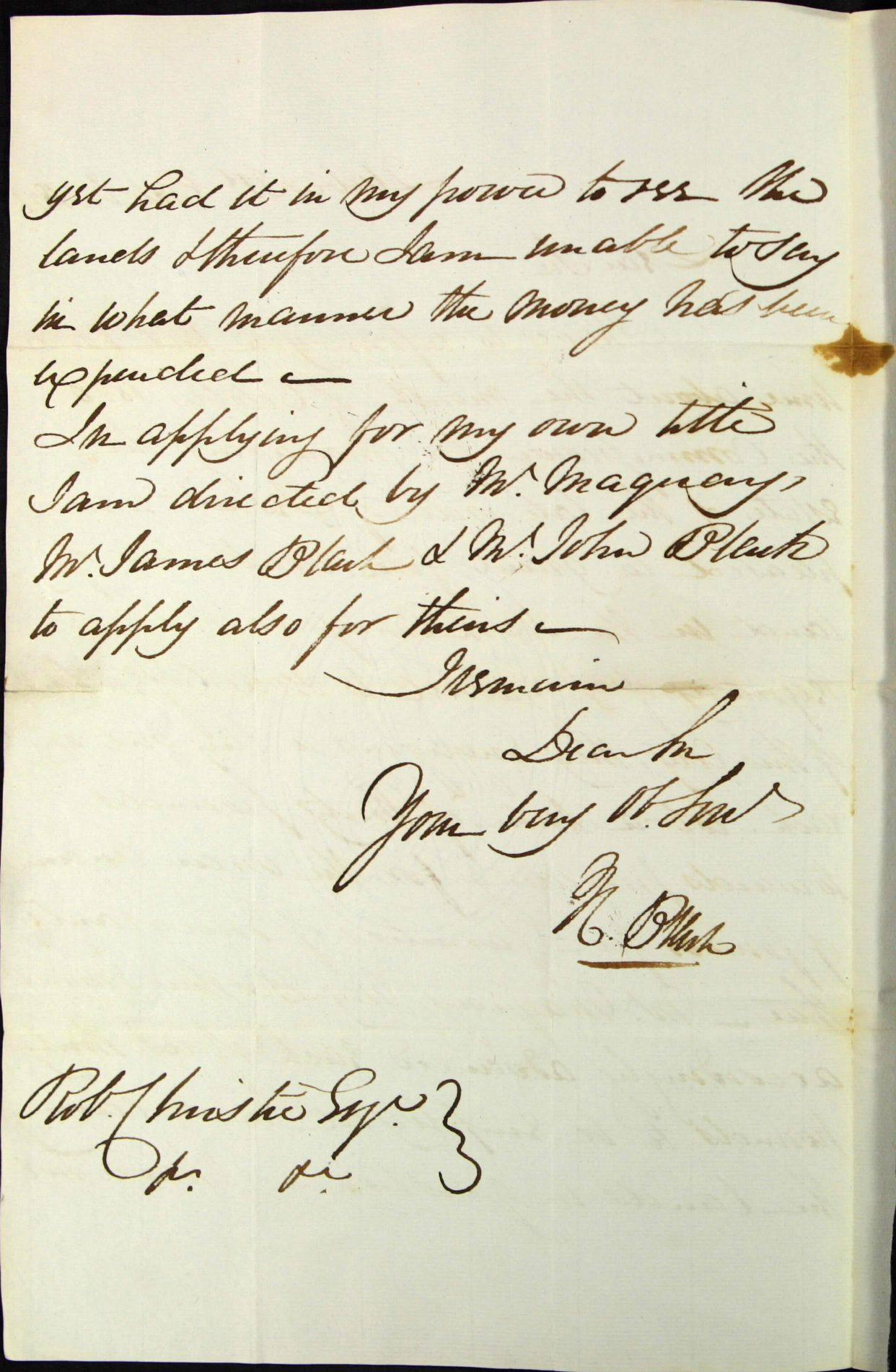
p. 2.
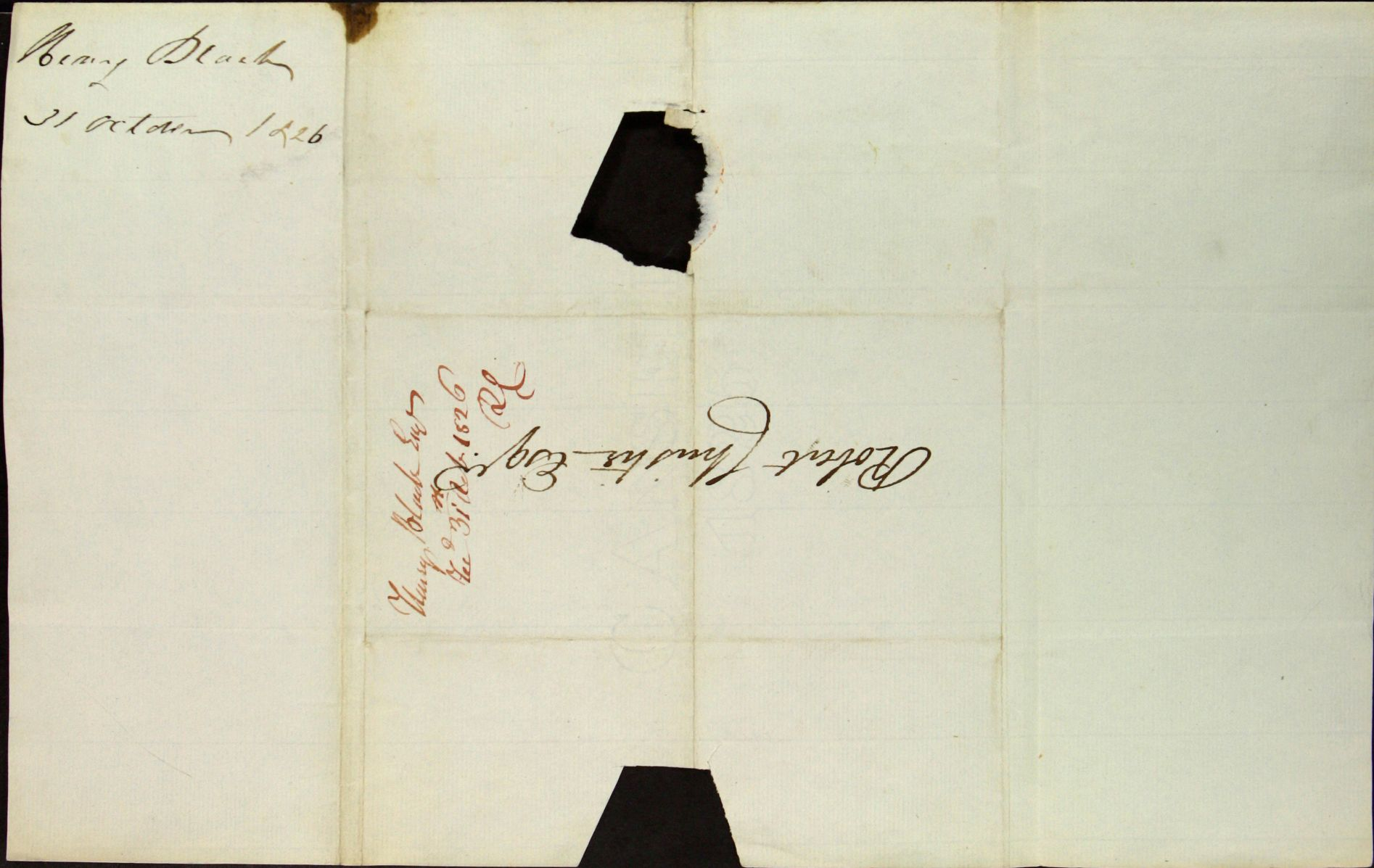
p. 3.

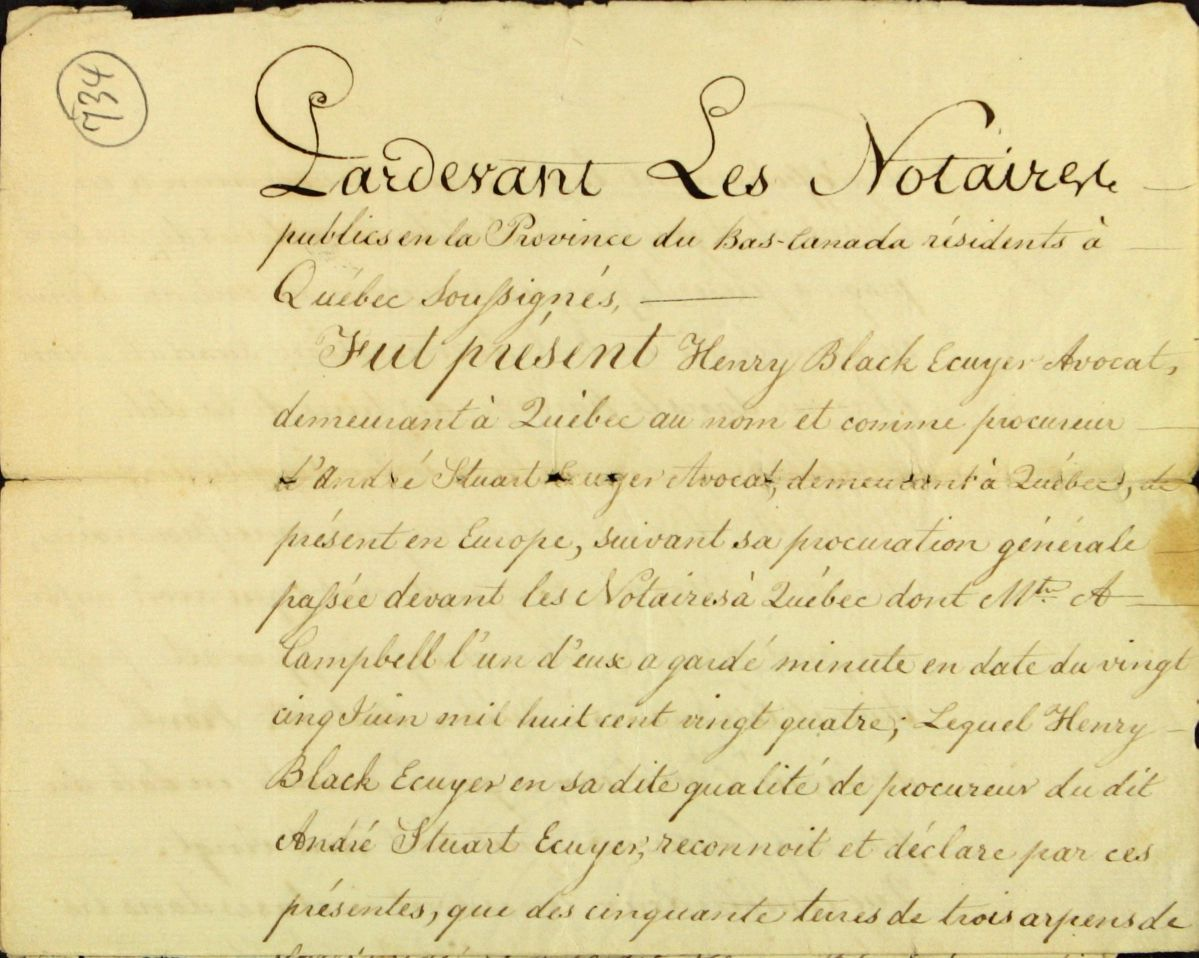
p. 1.
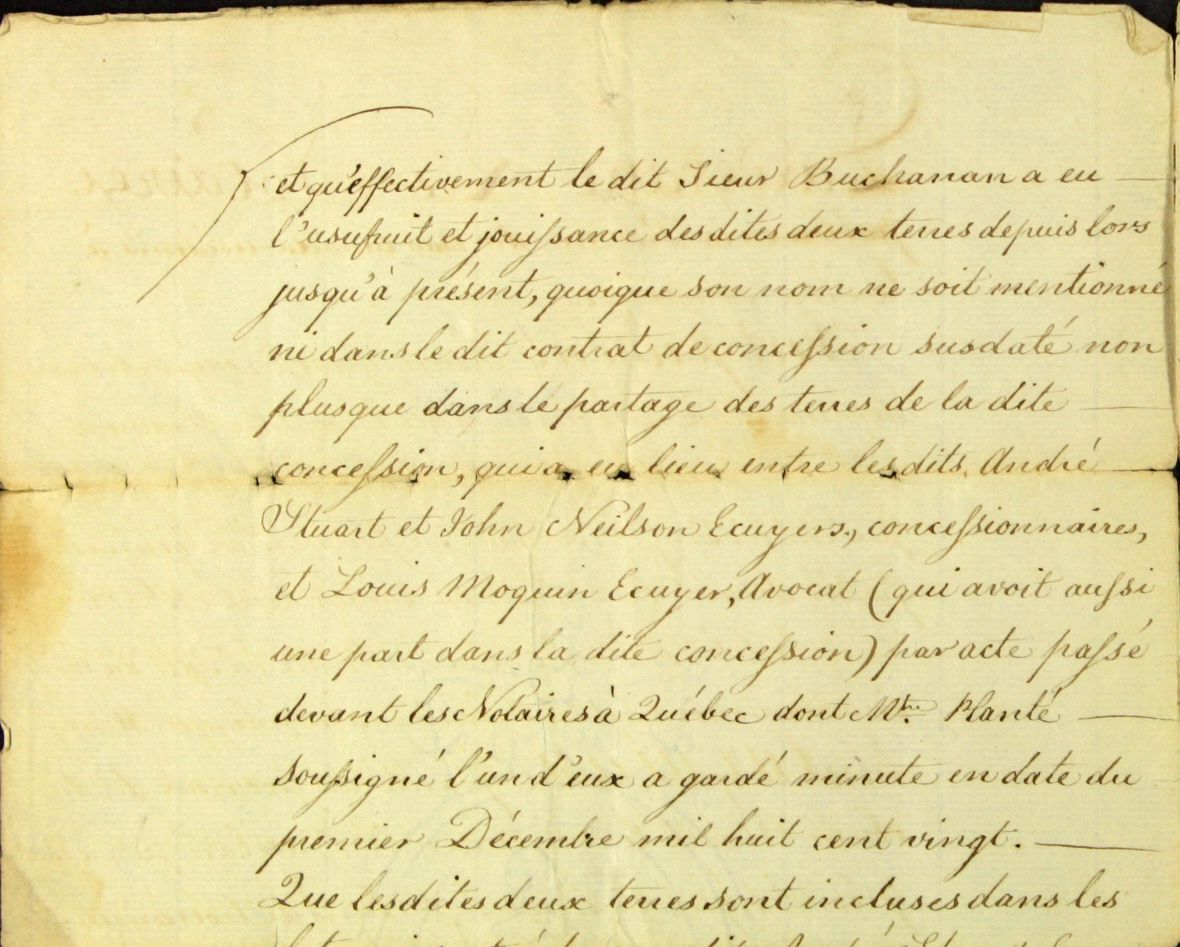
p. 2.
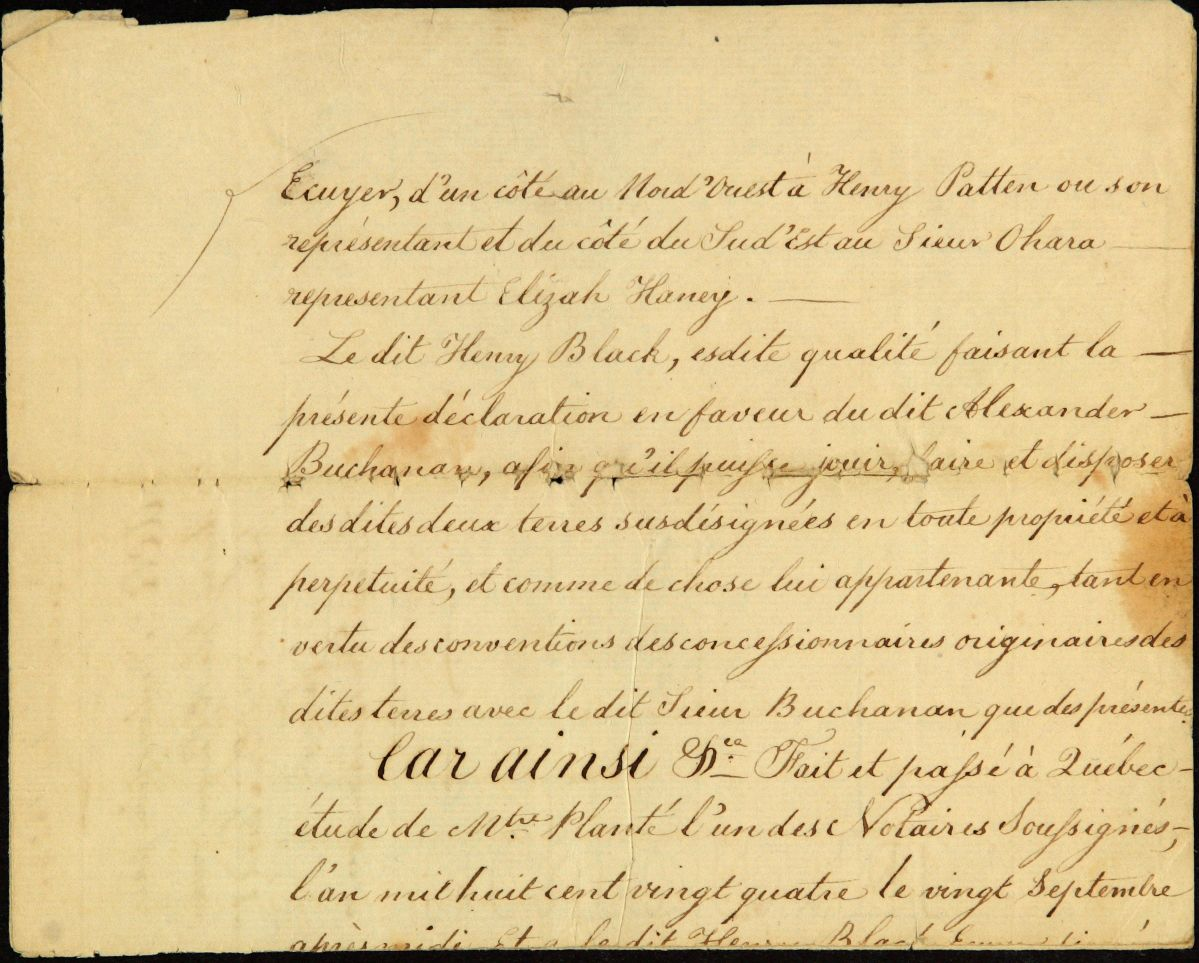
p. 3.
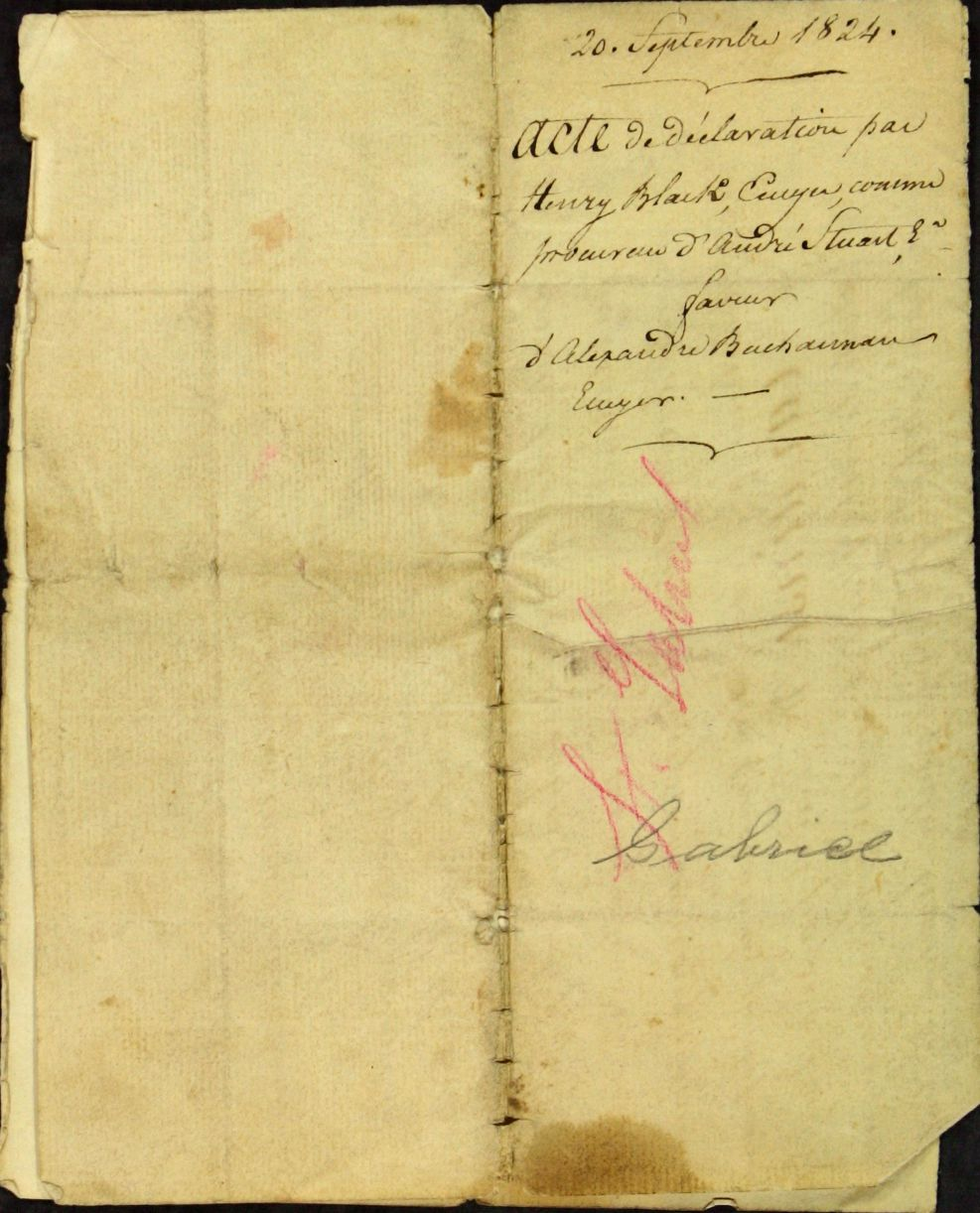
p. 4.

#### Droit
- Avocat, Juriste
- Droit au Québec, Droit civil
- Histoire du droit au Québec, XIXe siècle en droit au Québec, XXe siècle en droit au Québec
- Système judiciaire du Québec, Loi du Québec
- Barreau du Québec, Bâtonnier du Québec
- Barreau de Québec, Districts judiciaires du Québec
- Code civil du Bas-Canada, Code criminel du Canada